# Arnara
Arnara és un comune (municipi) de la província de Frosinone, a la regió italiana del Laci, situat a uns 80 km al sud-est de Roma i a uns 6 km al sud-est de Frosinone.
Arnara limita amb els municipis de Ceccano, Frosinone, Pofi, Ripi i Torrice.
A 1 de gener de 2019 tenia 2.278 habitants.

## Llocs d'interès
Hi ha un castell d'origen medieval.

## Ciutats agermanades
- Bistra, Croàcia